# I raggi mortali del dottor Mabuse
I raggi mortali del dottor Mabuse è un film italiano del 1964 diretto da Hugo Fregonese.

## Trama
Il "fantasma" del defunto super criminale Dr. Mabuse si è impossessato del professor Pohland, che è ricoverato in un ospedale psichiatrico e, secondo il primario, soffre di deliri paranoici. Quando il maggiore Anders dei servizi segreti britannici vuole interrogare Pohland, questi scompare misteriosamente. La sua ultima parola: "raggi della morte". Poco dopo, il maggiore riceve l'ordine dal suo capo a Londra di osservare le sospette attività di spionaggio nella cittadina di Belmare, nel sud di Malta. In una piccola isola al largo, un certo professor Larsen sta lavorando all'invenzione dei cosiddetti raggi della morte. Anders e la sua ragazza Judy si recano nella piccola città portuale per contattare l'ufficiale di collegamento, l'ammiraglio Quincy. Nascosto in una bara, un certo Kaspar si reca anch'esso a Belmare, dove si trova il centro di comando ingegnosamente nascosto del Dr. Mabuse (o il suo fantasma). Non meno abilmente travestito, in una farmacia, il comandante Adams attende l'investigatore britannico per informarlo con maggiori dettagli. In serata, il professor Larsen riceve gli agenti dei servizi segreti, il comandante Adams e il maggiore Anders. Lì i due fanno anche la conoscenza di Gilda Larsen, nipote del professore, e del suo amico Mario Monta. L'invenzione di Larsen si basa sul principio di uno specchio concavo secondo il principio di Archimede. Larsen è ora in possesso di un apparato che può distruggere intere città in pochi secondi. Il laboratorio sembra  essere anche l'obiettivo della misteriosa organizzazione del Dr. Mabuse, i cui membri si avvicinano ripetutamente alla misteriosa isola su barche di sardine e come uomini rana. Mabuse ha anche trovato un modo per influenzare la volontà del professor Larsen. Durante un'escursione, il maggiore Anders finisce accidentalmente nel palazzo del fabbricante Jason Monta, fratello di Mario. Dall'ufficiale di collegamento ammiraglio Quency, Anders apprende inoltre che i servizi segreti devono entrare in possesso dell'invenzione del professor Larsen. Lo scienziato, irritabile, non vuole collaborare con l'Inghilterra e anche dei misteriosi uomini rana cercano lo specchio della morte. Con l'aiuto di varie maschere, Mabuse riesce effettivamente a impossessarsi dei raggi della morte. Il maggiore Anders riesce alla fine a disabilitare lo specchio concavo e a completare la sua missione.

## Produzione
Le riprese del film si sono svolte dal 20 aprile al 22 giugno 1964 negli studi della CCC-Film Berlin-Haselhorst nonché al confine meridionale della Toscana intorno al porto di Porto Santo Stefano (Grosseto) e a Viterbo nel Lazio. Le immagini di Londra e Malta, in cui nessun attore è stato coinvolto, sono semplicemente filmati di repertorio. Il luogo di Belmare nel sud di Malta menzionato nel film non esiste. La scenografia è stata curata dall'architetto cinematografico Ernst H. Albrecht. Victor De Santis ha prodotto, diretto e fotografato le riprese subacquee .
Le seguenti locations possono essere viste nel film:
- Via Panoramica, Porto Ercole: strada di campagna con carro funebre (scena di apertura e chiusura)
- Piazza San Lorenzo con la Cattedrale di San Lorenzo, Viterbo: piazza a Belmare
- Porto di Porto Santo Stefano: Porto di Belmare
- Villa Marchesa, Porto Santo Stefano: pontile antistante Villa Larsen
- Fortezza La Rocca, Porto Ercole: escursione del Maggiore Anders e Judy
- Hotel Filippo II, Porto Santo Stefano: Villa Larsen